# Trương Khả Di
Trương Khả Di (tiếng Trung: 張可頤; bính âm: Zhāng Kěyí; sinh ngày 20 tháng 3 năm 1969) là một nữ diễn viên người Hồng Kông. Trương Khả Di được mệnh danh là một trong những "Ngũ Đại Hoa Đán" của hãng TVB vào cuối thập niên 90 cùng với Tuyên Huyên, Thái Thiếu Phân, Quách Khả Doanh và Trần Tuệ San.

## Sự nghiệp
Trương Khả Di là thành viên của ban nhạc nữ bốn thành viên "PP Gals" vào năm 1991. Nghệ danh của cô là "Tina" trong ban nhạc. Nhóm phát hành một album mang tên "PP Gals．DJ Boy" và tan rã vào năm 1991. 
Cô đã tham gia cuộc thi sắc đẹp Hoa hậu Hồng Kông năm 1994 của TVB, lọt vào vòng chung kết và vào top 5 chung cuộc. Cô đã giành được giải thưởng đặc biệt dành cho "nghệ sĩ tiềm năng" (最具演藝潛質獎) xuất sắc nhất và được ký hợp đồng với đài ngay sau đó.
Sự nghiệp của cô khởi đầu thuận lời khi cô được mời đóng vai chính. Tuy nhiên, cô muốn bắt đầu từ đầu nên đã từ chối vai diễn này, chỉ nhận vai phụ trong một bộ phim khác. Nhiều người sẽ nói rằng sự nghiệp của cô ấy bắt đầu với bộ phim Huynh đệ song hành được đón nhận nồng nhiệt, nhưng một số khác lại cho rằng đó là với vai chính chính của cô trong Thiên sứ của địa ngục.
Sự nổi tiếng của các nghệ sĩ trên thị trường truyền hình Hồng Kông phụ thuộc nhiều vào mức độ nổi tiếng của các nhân vật trong loạt phim cũng như khả năng của các diễn viên và phải đến năm 1998, cô mới đạt được sự nổi tiếng rộng rãi với loạt phim Huynh đệ song hành. Trong phim, cô đóng vai một nhân vật dựa trên thần tượng tuổi teen Trần Bảo Châu của thập niên 60. Nhân vật này được đón nhận nồng nhiệt nhờ sự xuất sắc của Di. Thành công vang dội dẫn đến phần tiếp theo, Thần thám Lý Kỳ, bộ phim Those Were The Days, và thậm chí cả đĩa CD bán chạy đạt chứng nhận bạch kim.
Cô đã đóng chung với nhiều diễn viên nam như La Gia Lương, Cổ Thiên Lạc, Vương Hỉ, Quách Tấn An, Mã Tuấn Vỹ, Mã Đức Chung, Trần Hào, Lâm Gia Đống, và nhiều người khác. Phản ứng hóa học của cô với La Gia Lương dẫn đến sự kết hợp trong những loạt phim khác. Lâm Gia Đống đã làm việc với Di trong Mối tình nồng thắm II, bộ phim đã xây dựng nên tình bạn bền chặt giữa hai người.
Năm 2003, cô đã giành được giải thưởng đáng mong muốn nhất mà một nữ diễn viên TVB có thể nhận được, Nữ diễn viên chính được yêu thích nhất, đánh bại các "hoa đán" khác, một thuật ngữ tiếng Quảng Đông mượn từ các vở opera Quảng Đông và gần tương ứng với các quan niệm hiện đại về nữ diễn viên chính, chẳng hạn như Tuyên Huyên, Trần Tuệ San và Quách Khả Doanh. Năm 2004, cô lại tham gia cuộc đua giành giải thưởng với loạt phim mới bao gồm Hán Sở kiêu hùng và Thâm cung nội chiến. Tuy nhiên, việc quay phim cho dự án Trường hận ca đã cản trở lễ trao giải và Lê Tư đã giành được giải thưởng.
Năm 2005, cô được chẩn đoán mắc căn bệnh Graves hiếm gặp, khiến cô không thể đóng phim Thượng Hải ngày xưa và cô được thay thế bởi Hướng Hải Lam. Sau 2 năm rời xa showbiz, cô mới hồi phục và Di đã nói trong một cuộc phỏng vấn rằng cô sẽ quay một bộ phim truyền hình dài tập mới vào tháng 8 năm 2007. Đông đảo người hâm mộ của cô khắp nơi đang háo hức chờ đợi bộ phim truyền hình mới của Trương Khả Di được ra mắt. Di cũng đã làm MC cho cuộc thi Mr Hong Kong 2007 với Trịnh Du Linh.
Năm 2010, Di trở thành người phát ngôn cho thương hiệu chăm sóc da chống lão hóa RoC® của Pháp.

## Đóng phim

### Truyền hình nhiều tập
| Năm  | Tên phim                            | Tên tiếng Anh                      | Vai diễn                    | Giải thưởng |
| ---- | ----------------------------------- | ---------------------------------- | --------------------------- | --- |
| 1995 | Thần điêu đại hiệp 95               | The Condor Heroes 95               | Trình Anh                   | |
| 1995 | Bắt đầu từ sự mất tích              | The Unexpected                     | Âu Dương Tú Lan             | |
| 1995 | Nghĩa nặng tình thâm                | A Kindred Spirit                   | Cô Nguyên (Fanny)           | |
| 1996 | Thiên địa nam nhi                   | Cold Blood Warm Heart              | Diệp Hiểu Băng (Chris)      | |
| 1996 | Anh hùng thời xưa                   | Ancient Heroes                     | Jiu Yun San                 | |
| 1996 | Loạn thế tình thù                   | Once Upon a Time in Shanghai       | Cố Thanh Hoa                | |
| 1996 | Thiên sứ của địa nguc               | One Good Turn Deserves Another     | Âu Học Nhi (Queenie)        | |
| 1997 | Người Hồng Kông trên đất Quảng Châu | A Road and a Will                  | Chai Ho Fung                | |
| 1997 | Huynh đệ song hành                  | Old Time Buddy                     | Trình Bảo Châu              | Giải thưởng thường niên TVB cho Vai nữ chính ấn tượng nhất Đề cử - Giải thưởng thường niên TVB cho Nữ diễn viên chính xuất sắc nhất |
| 1997 | Hồ sơ bí ẩn                         | Mystery Files                      | Văn Gia Lợi (Carrie)        | |
| 1997 | Mỹ vị thiên vương                   | A Recipe for the Heart             | Hạ Tân Tân                  | |
| 1998 | Thần thám Lý Kỳ                     | Old Time Buddy: To Catch a Thief   | Trình Bảo Châu              | |
| 1999 | Mối tình nồng thắm II               | Plain Love II                      | Bàn Muội Nhã                | Đề cử - Giải thưởng thường niên TVB cho Nữ diễn viên chính xuất sắc nhất (Top 5) |
| 1999 | Về với nhân gian                    | A Smiling Ghost Story              | Lâm Gia Nghi / Lee Wing Yan | |
| 2000 | Tình không biên giới                | The Sky is the Limit               | Kim Lan                     | |
| 2001 | Câu chuyện của ngày xưa             | The Awakening Story                | Tôn Khánh Gia (Rose)        | Giải thưởng thường niên TVB cho Nhân vât truyền hình được yêu thích nhất |
| 2002 | Đội cứu hoả anh hùng                | Burning Flame II                   | Chung Nhân Di (Chris)       | |
| 2002 | Thử thách                           | Let's Face It                      | Cao Gia Lợi (Cally)         | |
| 2002 | Đồn cảnh sát số 7                   | Police Station No.7                | Tăng Bảo Yến                | |
| 2003 | Mong manh cuộc tình                 | Ups and Downs in the Sea of Love   | Phương Nhã Văn (Yama)       | |
| 2003 | Quá khứ và hiện tại                 | The King of Yesterday and Tomorrow | Lữ Tứ Nương                 | Giải thưởng thường niên TVB cho Nữ diễn viên chính xuất sắc nhất Giải thưởng thường niên TVB cho Nhân vât truyền hình được yêu thích nhất Đề cử - Giải thưởng thường niên TVB cho Nữ diễn viên chính xuất sắc nhất tại Malaysia (Top 5) |
| 2003 | Se duyên                            | Better Halves                      | Liên Bách Hợp               | |
| 2004 | Thâm cung nội chiến                 | War and Beauty                     | An Xuyến                    | Đề cử - Giải thưởng thường niên TVB cho Nhân vât truyền hình được yêu thích nhất Giải thưởng thường niên TVB cho Nhân vât truyền hình được yêu thích nhất tại Malaysia Đề cử - Giải thưởng thường niên TVB cho Nữ diễn viên chính xuất sắc nhất tại Malaysia (Top 5)                                                                                                  |
| 2004 | Hán Sở kiêu hùng                    | The Conqueror's Story              | Lã hậu                      | Đề cử - Giải thưởng thường niên TVB cho Nữ diễn viên chính xuất sắc nhất tại Malaysia (Top 5) |
| 2006 | Trường hận ca                       | To Live to Love                    | Vương Kỳ Dao                | |
| 2010 | Ông xã vạn tuế                      | My Better Half                     | Cao Lệ Tâm                  | |
| 2010 | Nỗi đau người phụ nữ                | Beauty Knows No Pain               | Sa Uyển Kỳ (Jackie)         | Đề cử - Giải thưởng thường niên TVB cho Nữ diễn viên chính xuất sắc nhất (Top 5) Đề cử - Giải thưởng thường niên TVB cho Nữ diễn viên chính xuất sắc nhất tại Malaysia Đề cử - Giải thưởng thường niên TVB cho Nhân vât truyền hình được yêu thích nhất tại Malaysia                                                                                                  |
| 2011 | Bằng chứng thép III                 | Forensic Heroes III                | Dr. Mandy Chung Học Tâm     | Đề cử - Giải thưởng thường niên TVB cho Nữ diễn viên chính xuất sắc nhất (Top 5) Đề cử — Giải thưởng thường niên TVB cho Nhân vât truyền hình được yêu thích nhất (Top 5) Đề cử - Giải thưởng thường niên TVB cho Nữ diễn viên chính xuất sắc nhất tại Malaysia (Top 5) Đề cử - Giải thưởng thường niên TVB cho Nhân vât truyền hình được yêu thích nhất tại Malaysia |
| 2012 | Nấc thang tình yêu                  | The Last Steep Ascent              | Cố Tân Nguyệt               | Đề cử - Giải thưởng thường niên TVB cho Nữ diễn viên chính xuất sắc nhất tại Malaysia Đề cử - Giải thưởng thường niên TVB cho Nhân vât truyền hình được yêu thích nhất tại Malaysia |
| 2013 | Lục Trinh truyền kỳ                 | Legend of Lu Zhen                  | Lâu Thanh Tường             | |
| 2014 | Phong trung kỳ duyên                | Sound of the Desert                | Hoàng hậu Vệ Tử Phu         | |
| 2014 | Kiếp sau không làm người Hồng Kông  | To Be or Not to Be                 | Lương Mỹ Hành (Anson)       | |
| 2020 | Người cha tuyệt vời                 | Single Papa                        | Sharon                      | |

### Phim
| Năm  | Tiêu đề                                    | Vai trò                    | Ghi chú                                                            |
| ---- | ------------------------------------------ | -------------------------- | ------------------------------------------------------------------ |
| 1989 | Một ngày mai tốt đẹp hơn III               | linh                       | hay còn gọi là A Better Tomorrow 3: Tình yêu và cái chết ở Sài Gòn |
| 1990 | Trò chơi gián điệp                         | bạn gái của Ken            |                                                                    |
| 1995 | Người đàn ông xa lộ                        |                            |                                                                    |
| 1996 | Ngôi sao may mắn lấp lánh lấp lánh         |                            |                                                                    |
| 1997 | Đó là những ngày                           | Ching Bo Chu               |                                                                    |
| 1999 | Lộng lẫy                                   |                            | khách mời                                                          |
| 2000 | Đêm rắc rối 8                              | Người phụ nữ ở chùa bà Bud |                                                                    |
| 2000 | Khi một người đàn ông yêu một người phụ nữ | Phong                      |                                                                    |
| 2001 | Đêm rắc rối 9                              | Cô Lưu                     |                                                                    |
| 2001 | Tiêu đề                                    | Joey                       |                                                                    |
| 2001 | Bạn sẽ không cam kết                       | Dương Mịch                 |                                                                    |
| 2002 | Đoàn tụ                                    | Yến                        |                                                                    |
| 2010 | Vượt qua Hennessy                          |                            |                                                                    |
| 2011 | Tôi yêu Hồng Kông                          | Gau Gu Leung               |                                                                    |
| 2011 | Đàn ông chợt yêu                           | Lưu Ngọc Hing              |                                                                    |
| 2011 | bị trừng phạt                              | Bà Vương                   |                                                                    |
| 2011 | Những người bạn may mắn                    | Maggie                     |                                                                    |
| 2017 | Tất cả nữ thần của tôi                     |                            |                                                                    |
| 2018 | Cái máng                                   |                            |                                                                    |
| 2022 | Gió thổi ở đâu                             |                            |                                                                    |